# Großer Preis von Malaysia 2014
Der Große Preis von Malaysia 2014 (offiziell 2014 Formula 1 Petronas Malaysia Grand Prix) fand am 30. März auf dem Sepang International Circuit in Sepang statt und war das zweite Rennen der Formel-1-Weltmeisterschaft 2014.

## Bericht

### Hintergrund
Nach dem Großen Preis von Australien führte Nico Rosberg in der Fahrerwertung mit sieben Punkten vor Kevin Magnussen und mit zehn Punkten vor Jenson Button. In der Konstrukteurswertung führte McLaren-Mercedes mit acht Punkten vor Mercedes und mit 15 Punkten vor Ferrari.
Beim Großen Preis von Malaysia stellte Pirelli den Fahrern die Reifenmischungen P Zero Hard (orange) und P Zero Medium (weiß) sowie für Nässe Cinturato Intermediates (grün) und Cinturato Full-Wets (blau) zur Verfügung.
Die beiden DRS-Zonen befanden sich an denselben Stellen wie bereits 2013. Die erste Zone befand sich auf der Gegengeraden und begann 104 Meter nach Kurve 14. Der Messpunkt für diese Zone befand sich 54 Meter nach Kurve 12. Die zweite DRS-Zone befand sich auf der direkt anschließend folgenden Start-Ziel-Geraden und begann 28 Meter hinter Kurve 15. Der Messpunkt für diese DRS-Zone befand sich 16 Meter nach dem Scheitelpunkt von Kurve 15.
Im Vergleich zum Vorjahr wurden leichte Veränderungen an der Strecke vorgenommen, beispielsweise wurde an der Außenseite der Kurven 1, 5, 7, 8 und 12 der künstliche Rasen entfernt. Nachdem bei einer Inspektion der Strecke im Dezember 2013 Wellen an verschiedenen Stellen im Grasauslauf festgestellt hatte, wurden diese ebener gemacht. Auch bei den Randsteinen wurden zwei Veränderungen durchgeführt – am Ausgang von Kurve 5 wurde der Randstein verlängert, zudem wurde ein neuer Randstein am Eingang der Haarnadelkurve am Ende der Gegengeraden (Kurve 15) installiert.
Der Konstrukteur Williams startete bei diesem Grand Prix zum 600. Mal zu einem Formel-1-Rennen.
Mit Fernando Alonso, Sebastian Vettel (jeweils dreimal), Kimi Räikkönen (zweimal) und Button (einmal) traten vier ehemalige Sieger zu diesem Grand Prix an.
Als Rennkommissare fungierten Silvia Bellot (ESP), Martin Donnelly (GBR), Lars Österlind (SWE) und Shah Yahya (MAS).

### Training
Im ersten freien Training fuhr Lewis Hamilton die Bestzeit vor Räikkönen und Rosberg. 19 Fahrer setzen eine Zeit, von denen 18 innerhalb der 107-Prozent-Zeit waren. Im zweiten freien Training übernahm Rosberg die Führung. Räikkönen wurde Zweiter, Vettel Dritter. Die Abstände waren sehr gering, sodass die ersten sieben Fahrer innerhalb von 0,367 Sekunden lagen. Bei den Longruntests mit schwererem Auto schien Mercedes am stärksten aufgestellt. Alle 20 Fahrer, die eine Zeit setzten, lagen innerhalb der 107-Prozent-Zeit. Pastor Maldonado fuhr in keinem Training eine gezeitete Runde, Kobayashi nur im ersten, wo er langsamer als die 107-Prozent-Zeit war.
Im dritten freien Training behielt Rosberg die Führung vor Hamilton und Räikkönen, der als bester Nicht-Mercedes-Fahrer über eine Sekunde Rückstand aufwies. 21 Fahrer setzten eine Zeit, von denen 19 innerhalb des 107-Prozent-Intervalls lagen. Kobayashi gelang in keiner Trainingssitzung eine ausreichend schnelle Zeit. Beide McLaren-Piloten hatten in diesem Training technische Probleme, sodass die schnellste McLaren-Runde von Button über 25 Sekunden langsamer als die Bestzeit war.

### Qualifying
Aufgrund starken Regens wurde das Qualifying um 50 Minuten nach hinten verschoben. Das Qualifying bestand aus drei Teilen mit einer Nettolaufzeit von 45 Minuten. Im ersten Qualifying-Segment (Q1) hatten die Fahrer 18 Minuten Zeit, um sich für das Rennen zu qualifizieren. Alle Fahrer, die im ersten Abschnitts eine Zeit erzielten, die maximal 107 Prozent der schnellsten Rundenzeit betrug, qualifizierten sich für den Grand Prix. Die besten 16 Fahrer erreichten den nächsten Teil. Die Strecke war aufgrund der Verzögerung schon etwas abgetrocknet, sodass die schnellsten Rundenzeiten auf Intermediates gefahren wurden, obwohl einige Fahrer die Full Wets probierten. Der erste Abschnitt wurde nach einem Unfall von Marcus Ericsson 35 Sekunden vor dem regulären Ende abgebrochen. Rosberg erzielte die schnellste Zeit. Die Caterham- und Marussia-Piloten sowie Adrian Sutil und Pastor Maldonado schieden aus. Alle Fahrer qualifizierten sich für das Rennen.
Der zweite Abschnitt (Q2) dauerte 15 Minuten. Die schnellsten zehn Piloten qualifizierten sich für den dritten Teil des Qualifyings. Nach zwei Minuten wurde die Sitzung unterbrochen, da Alonso mit Daniil Kwjat kollidierte und dabei Teile auf der Strecke lagen. Beide Fahrer schafften es zurück an die Box. Kwjat hatte keine größeren Beschädigungen, Alonso einen Bruch der vorderen linken Spurstange, die innerhalb weniger Minuten gewechselt wurde. Da es etwas nasser war, wurden die schnellsten Runden auf den Full Wets absolviert. Einige Fahrer versuchten zunächst Intermediates, wechselten aber schließlich auf die andere Mischung. Hamilton fuhr die schnellste Runde. Die Williams-Piloten sowie Romain Grosjean, Sergio Pérez, Esteban Gutiérrez und Kwjat schieden aus.
Der finale Abschnitt (Q3) ging über eine Zeit von zwölf Minuten, in denen die ersten zehn Startpositionen vergeben wurden. Hamilton behielt die Führung und erzielte damit die Pole-Position vor Vettel und Rosberg. Bis auf Button, der auf Intermediates Zehnter wurde, fuhren alle ihre schnellste Zeit auf Full Wets.
Valtteri Bottas wurde in der Startaufstellung um drei Positionen nach hinten versetzt, da er Daniel Ricciardo im Q2 behindert hatte. Zudem belegten die Rennkommissare Bottas für diese Aktion mit zwei Strafpunkten. Damit wurde Bottas zum ersten Formel-1-Fahrer, der mit den vor der Saison eingeführten Strafpunkten belegt worden war.

### Rennen
Pérez startete nicht zum Rennen, da er aufgrund von Getriebeproblemen nicht in die Startaufstellung gefahren war und der Defekt nicht rechtzeitig behoben werden konnte.
Hamilton behielt die Führung, während Rosberg den zweiten Platz vor Vettel und Ricciardo übernahm. Vor der vierten Kurve kollidierte Jules Bianchi mit Maldonado, wobei er sich sein Auto leicht beschädigte. Die Rennkommissare sahen Bianchi als Schuldigen der Kollision und verhängten eine Fünf-Sekunden-Zeitstrafe gegen ihn. Zudem wurde Bianchi mit zwei Strafpunkten belegt. Bianchi und Maldonado fuhren weiter, gaben jedoch beide nach einigen Runden mit technischen Problemen auf.
Räikkönen, der in der Startrunde Positionen verloren hatte, kollidierte in der zweiten Runde mit Magnussen, der auf ihn aufgefahren war. Dabei schlitzte Magnussen mit seinem Frontflügel den rechten Hinterreifen von Räikkönen auf. Räikkönen fuhr in langsamen Tempo an die Box und ließ die Reifen wechseln, weshalb er auf den letzten Platz zurückfiel. Magnussen blieb zunächst auf der Strecke und ließ sich den Frontflügel bei einem vorgezogenen Boxenstopp wechseln. Magnussen wurde von den Rennkommissaren für das Verursachen einer Kollision mit einer Fünf-Sekunden-Zeitstrafe sowie zwei Strafpunkten belegt.
Die Williams-Piloten hatten es in der Startphase in die Top 10 geschafft, während sich Hamilton vorne vom Feld absetzte. Rosberg fuhr ebenfalls einen Vorsprung auf die hinter ihm liegenden Fahrer heraus, es gelang ihm aber nicht, mit Hamilton mitzuhalten. In der zwölften Runde begann Alonso, der auf dem fünften Platz lag, die Phase der ersten Boxenstopps der Spitzengruppe. Ricciardo fiel zunächst hinter Alonso zurück, überholte ihn jedoch schon in der ersten Runde nach seinem Stopp. Hamilton blieb am längsten auf der Strecke und behielt damit die Führung. In der Spitzengruppe führten die ersten Boxenstopps zu keinen Positionsveränderungen. Hamilton führte zu diesem Zeitpunkt vor Rosberg, Vettel, Ricciardo, Alonso und Hülkenberg. Jean-Éric Vergne gab in dieser Phase des Rennens mit technischen Problemen auf.
Bei den zweiten Boxenstopps setzten Ricciardo, Alonso und Nico Hülkenberg auf die härtere Mischung, während Hamilton, Rosberg und Vettel auf der weicheren blieben. Ricciardo hatte in diesem Rennen erneut Probleme mit dem Benzindurchflussmengensensor, der während des Rennens ausgefallen war. Red Bull verwendete daher Referenzwerte der FIA. Vettel schloss in der Zwischenzeit auf Rosberg auf. Zu seinem Pech blieb jedoch Sutil auf der Start-Ziel-Geraden liegen, sodass das Drag Reduction System (DRS) deaktiviert wurde. Vettel war daher nicht in der Lage, einen Angriff auf Rosberg zu versuchen. Rosberg setzte sich kurz darauf wieder ab, sodass Vettel, als die Strecke wieder freigegeben war, nicht mehr direkt hinter Rosberg lag und somit kein DRS nutzen durfte. Kurz nach Sutil gab dessen Teamkollege Gutiérrez mit technischen Problemen auf.
Von den ersten sechs Piloten wechselten im letzten Renndrittel bis auf Hülkenberg alle Fahrer auf die jeweils andere Mischung. Hülkenberg fuhr mit zwei Stopps durch. Bei Ricciardo wurde der linke Vorderreifen nicht richtig befestigt. Es gelang ihm noch, in der Boxengasse anzuhalten und zurück an die Box geschoben zu werden, allerdings verlor er dabei eine Runde. Im weiteren Rennverlauf erlitt er zudem einen Frontflügelschaden, der einen weiteren Reparaturstopp notwendig machte, sodass er schlussendlich einige Runden vor Rennende mit zwei Runden Rückstand auf dem letzten Platz liegend aufgab. Ricciardo wurde von den Rennkommissaren mit einer 10-Sekunden-Zeitstrafe sowie einer Startplatzstrafe in Höhe von zehn Positionen für das nächste Rennen belegt.
Alonso gelang es schließlich noch auf Hülkenberg, hinter dem er durch seinen Boxenstopp zurückgefallen war, aufzuschließen und ihn zu überholen. Hinter Button, der auf dem sechsten Platz lag, gab es einen internen Zweikampf der Williams-Piloten Felipe Massa und Bottas. Massa wurde vom Rennstall mit einer Teamorder aufgefordert, Bottas vorbeizulassen, sodass Bottas einen Überholversuch gegen Button unternehmen könnte. Massa verweigerte sich jedoch der Anweisung, während Bottas keinen Überholversuch unternahm.
Räikkönen setzte Grosjean, der auf dem elften Platz lag, in den letzten Runden unter Druck, es kam jedoch zu keinem Überholversuch.
Hamilton gewann das Rennen schließlich vor Rosberg und Vettel. Dabei erzielte Hamilton neben Pole-Position auch die schnellste Rennrunde und führte das Rennen durchgängig an, womit ihm ein Grand Slam gelang. Hamilton widmete den Sieg den Passagieren und Angehörigen des Malaysia-Airlines-Flugs 370, der seit über 20 Tagen verschollen war. Für Hamilton war es der 23. Sieg in der Formel-1-Weltmeisterschaft. In der ewigen Bestenliste zog er mit Nelson Piquet gleich. Alonso wurde Vierter, Hülkenberg Fünfter. Die Top 10 komplettierten Button, Massa, Bottas, Magnussen und Kwjat. Während Magnussen und Kwjat in ihrem zweiten Rennen erneut in die Punkte fuhren, gelang Ericsson auf Platz 14 die erste Zielankunft.
In der Weltmeisterschaft behielt Rosberg die Führung in der Fahrerwertung. Hamilton übernahm den zweiten, Alonso den dritten Platz. Bei den Konstrukteuren verlor McLaren die Führung an Mercedes. Ferrari blieb auf Platz drei.
Es war der erste Doppelsieg des Konstrukteurs Mercedes seit dem Großen Preis von Italien 1955. Damals gewann Juan Manuel Fangio vor Piero Taruffi.

#### Kommentare der ersten drei Fahrer
„Unglaublich! Zum ersten Mal in acht Jahren ist hier endlich der Sieg rausgesprungen. Ich verdanke das dem Team, sie haben ständig Druck gemacht, das Auto da hinzubekommen, wo es jetzt steht. So ein Doppelsieg ist etwas Besonderes, so einen Doppelsieg habe ich noch nie geschafft. Nach der Tragödie hier in diesem Land widme ich den Sieg den Familien.“

„Ich hatte ein Auto, um alle wegzuputzen und freue mich jetzt, zu feiern. Wir haben mit den Ingenieuren gut zusammengearbeitet, das hat den guten Start ermöglicht. Es war ziemlich viel Action dabei. Ich habe versucht, Lewis zu jagen, aber er war zu schnell.“

„Ich denke, das war das Beste, was wir heute machen konnten. Es war gerade am Start interessant. Ich habe mir ein Eigentor geschossen in der ersten Kurve, weil ich Nico unter Druck setzen wollte. Der Abstand zu Nico hat sich stabilisiert, nach dem zweiten Boxenstopp war ich näher dran. Dann habe ich voll angegriffen, leider war dann gelb und ich konnte mit DRS nicht überholen. Das war ungefähr zeitgleich mit den Problemen von Ricciardo. Wir wollten dann auf Nummer sicher gehen und auch Benzin sparen.“

## Meldeliste
| Team                          | Nr. | Fahrer            | Chassis           | Motor                 | Reifen |
| ----------------------------- | --- | ----------------- | ----------------- | --------------------- | ------ |
| Infiniti Red Bull Racing      | 01  | Sebastian Vettel  | Red Bull RB10     | Renault 1.6 V6T       | P      |
| Infiniti Red Bull Racing      | 03  | Daniel Ricciardo  | Red Bull RB10     | Renault 1.6 V6T       | P      |
| Marussia F1 Team              | 04  | Max Chilton       | Marussia MR03     | Ferrari 1.6 V6T       | P      |
| Marussia F1 Team              | 17  | Jules Bianchi     | Marussia MR03     | Ferrari 1.6 V6T       | P      |
| Mercedes AMG Petronas F1 Team | 06  | Nico Rosberg      | Mercedes F1 W05   | Mercedes-Benz 1.6 V6T | P      |
| Mercedes AMG Petronas F1 Team | 44  | Lewis Hamilton    | Mercedes F1 W05   | Mercedes-Benz 1.6 V6T | P      |
| Scuderia Ferrari              | 07  | Kimi Räikkönen    | Ferrari F14 T     | Ferrari 1.6 V6T       | P      |
| Scuderia Ferrari              | 14  | Fernando Alonso   | Ferrari F14 T     | Ferrari 1.6 V6T       | P      |
| Lotus F1 Team                 | 08  | Romain Grosjean   | Lotus E22         | Renault 1.6 V6T       | P      |
| Lotus F1 Team                 | 13  | Pastor Maldonado  | Lotus E22         | Renault 1.6 V6T       | P      |
| Caterham F1 Team              | 09  | Marcus Ericsson   | Caterham CT05     | Renault 1.6 V6T       | P      |
| Caterham F1 Team              | 10  | Kamui Kobayashi   | Caterham CT05     | Renault 1.6 V6T       | P      |
| Sahara Force India F1 Team    | 11  | Sergio Pérez      | Force India VJM07 | Mercedes-Benz 1.6 V6T | P      |
| Sahara Force India F1 Team    | 27  | Nico Hülkenberg   | Force India VJM07 | Mercedes-Benz 1.6 V6T | P      |
| Williams Martini Racing       | 19  | Felipe Massa      | Williams FW36     | Mercedes-Benz 1.6 V6T | P      |
| Williams Martini Racing       | 77  | Valtteri Bottas   | Williams FW36     | Mercedes-Benz 1.6 V6T | P      |
| McLaren Mercedes              | 20  | Kevin Magnussen   | McLaren MP4-29    | Mercedes-Benz 1.6 V6T | P      |
| McLaren Mercedes              | 22  | Jenson Button     | McLaren MP4-29    | Mercedes-Benz 1.6 V6T | P      |
| Sauber F1 Team                | 21  | Esteban Gutiérrez | Sauber C33        | Ferrari 1.6 V6T       | P      |
| Sauber F1 Team                | 99  | Adrian Sutil      | Sauber C33        | Ferrari 1.6 V6T       | P      |
| Scuderia Toro Rosso           | 25  | Jean-Éric Vergne  | Toro Rosso STR9   | Renault 1.6 V6T       | P      |
| Scuderia Toro Rosso           | 26  | Daniil Kwjat      | Toro Rosso STR9   | Renault 1.6 V6T       | P      |

## Klassifikationen

### Qualifying
| Pos.                                                                      | Fahrer            | Konstrukteur         | Q1       | Q2       | Q3       | Start |
| ------------------------------------------------------------------------- | ----------------- | -------------------- | -------- | -------- | -------- | ----- |
| 01                                                                        | Lewis Hamilton    | Mercedes             | 1:57,202 | 1:59,041 | 1:59,431 | 01    |
| 02                                                                        | Sebastian Vettel  | Red Bull-Renault     | 1:57,654 | 1:59,399 | 1:59,486 | 02    |
| 03                                                                        | Nico Rosberg      | Mercedes             | 1:57,183 | 1:59,445 | 2:00,050 | 03    |
| 04                                                                        | Fernando Alonso   | Ferrari              | 1:58,889 | 2:01,356 | 2:00,175 | 04    |
| 05                                                                        | Daniel Ricciardo  | Red Bull-Renault     | 1:58,913 | 2:00,147 | 2:00,541 | 05    |
| 06                                                                        | Kimi Räikkönen    | Ferrari              | 1:59,257 | 2:01,532 | 2:01,218 | 06    |
| 07                                                                        | Nico Hülkenberg   | Force India-Mercedes | 1:58,883 | 2:00,839 | 2:01,712 | 07    |
| 08                                                                        | Kevin Magnussen   | McLaren-Mercedes     | 2:00,358 | 2:02,094 | 2:02,213 | 08    |
| 09                                                                        | Jean-Éric Vergne  | Toro Rosso-Renault   | 2:01,689 | 2:02,096 | 2:03,078 | 09    |
| 10                                                                        | Jenson Button     | McLaren-Mercedes     | 2:00,889 | 2:01,810 | 2:04,053 | 10    |
| 11                                                                        | Daniil Kwjat      | Toro Rosso-Renault   | 2:01,175 | 2:02,351 | –        | 11    |
| 12                                                                        | Esteban Gutiérrez | Sauber-Ferrari       | 2:01,134 | 2:02,369 | –        | 12    |
| 13                                                                        | Felipe Massa      | Williams-Mercedes    | 2:00,047 | 2:02,460 | –        | 13    |
| 14                                                                        | Sergio Pérez      | Force India-Mercedes | 2:00,076 | 2:02,511 | –        | 14    |
| 15                                                                        | Valtteri Bottas   | Williams-Mercedes    | 1:59,709 | 2:02,756 | –        | 18    |
| 16                                                                        | Romain Grosjean   | Lotus-Renault        | 2:00,202 | 2:02,885 | –        | 15    |
| 17                                                                        | Pastor Maldonado  | Lotus-Renault        | 2:02,074 | –        | –        | 16    |
| 18                                                                        | Adrian Sutil      | Sauber-Ferrari       | 2:02,131 | –        | –        | 17    |
| 19                                                                        | Jules Bianchi     | Marussia-Ferrari     | 2:02,702 | –        | –        | 19    |
| 20                                                                        | Kamui Kobayashi   | Caterham-Renault     | 2:03,595 | –        | –        | 20    |
| 21                                                                        | Max Chilton       | Marussia-Ferrari     | 2:04,388 | –        | –        | 21    |
| 22                                                                        | Marcus Ericsson   | Caterham-Renault     | 2:04,407 | –        | –        | 22    |
| 107-Prozent-Zeit: 2:05,385 min (bezogen auf Q1-Bestzeit von 1:57,183 min) |                   |                      |          |          |          |       |

Anmerkungen
1. ↑  Bottas wurde um drei Positionen nach hinten versetzt, da er Ricciardo im Q2 behindert hatte.

### Rennen
| Pos. | Fahrer            | Konstrukteur         | Runden | Stopps | Zeit        | Start | Schnellste Runde |
| ---- | ----------------- | -------------------- | ------ | ------ | ----------- | ----- | ---------------- |
| 01   | Lewis Hamilton    | Mercedes             | 56     | 3      | 1:40:25,974 | 01    | 1:43,066 (53.)   |
| 02   | Nico Rosberg      | Mercedes             | 56     | 3      | + 17,313    | 03    | 1:43,960 (55.)   |
| 03   | Sebastian Vettel  | Red Bull-Renault     | 56     | 3      | + 24,534    | 02    | 1:44,289 (51.)   |
| 04   | Fernando Alonso   | Ferrari              | 56     | 3      | + 35,992    | 04    | 1:44,165 (47.)   |
| 05   | Nico Hülkenberg   | Force India-Mercedes | 56     | 2      | + 47,199    | 07    | 1:45,982 (38.)   |
| 06   | Jenson Button     | McLaren-Mercedes     | 56     | 3      | + 1:23,691  | 10    | 1:46,039 (47.)   |
| 07   | Felipe Massa      | Williams-Mercedes    | 56     | 3      | + 1:25,076  | 13    | 1:44,897 (44.)   |
| 08   | Valtteri Bottas   | Williams-Mercedes    | 56     | 3      | + 1:25,537  | 18    | 1:45,475 (31.)   |
| 09   | Kevin Magnussen   | McLaren-Mercedes     | 55     | 3      | + 1 Runde   | 08    | 1:45,373 (44.)   |
| 10   | Daniil Kwjat      | Toro Rosso-Renault   | 55     | 3      | + 1 Runde   | 11    | 1:46,695 (36.)   |
| 11   | Romain Grosjean   | Lotus-Renault        | 55     | 3      | + 1 Runde   | 15    | 1:46,224 (42.)   |
| 12   | Kimi Räikkönen    | Ferrari              | 55     | 3      | + 1 Runde   | 06    | 1:45,129 (36.)   |
| 13   | Kamui Kobayashi   | Caterham-Renault     | 55     | 2      | + 1 Runde   | 20    | 1:47,753 (53.)   |
| 14   | Marcus Ericsson   | Caterham-Renault     | 54     | 3      | + 2 Runden  | 22    | 1:47,500 (40.)   |
| 15   | Max Chilton       | Marussia-Ferrari     | 54     | 3      | + 2 Runden  | 21    | 1:48,249 (49.)   |
| –    | Daniel Ricciardo  | Red Bull-Renault     | 49     | 5      | DNF         | 05    | 1:44,675 (48.)   |
| –    | Esteban Gutiérrez | Sauber-Ferrari       | 35     | 2      | DNF         | 12    | 1:47,782 (27.)   |
| –    | Adrian Sutil      | Sauber-Ferrari       | 32     | 2      | DNF         | 17    | 1:48,040 (27.)   |
| –    | Jean-Éric Vergne  | Toro Rosso-Renault   | 18     | 1      | DNF         | 09    | 1:48,527 (04.)   |
| –    | Jules Bianchi     | Marussia-Ferrari     | 8      | 0      | DNF         | 19    | 1:51,473 (04.)   |
| –    | Pastor Maldonado  | Lotus-Renault        | 7      | 0      | DNF         | 16    | 1:50,929 (06.)   |
| DNS  | Sergio Pérez      | Force India-Mercedes | –      | –      | –           | 14    | –                |

Anmerkungen
1. ↑  Pérez konnte aufgrund von Getriebeproblemen nicht am Rennen teilnehmen.

## WM-Stände nach dem Rennen
Die ersten zehn des Rennens bekamen 25, 18, 15, 12, 10, 8, 6, 4, 2 bzw. 1 Punkt(e).

### Fahrerwertung
| Pos. | Fahrer           | Konstrukteur         | Punkte |
| ---- | ---------------- | -------------------- | ------ |
| 01   | Nico Rosberg     | Mercedes             | 43     |
| 02   | Lewis Hamilton   | Mercedes             | 25     |
| 03   | Fernando Alonso  | Ferrari              | 24     |
| 04   | Jenson Button    | McLaren-Mercedes     | 23     |
| 05   | Kevin Magnussen  | McLaren-Mercedes     | 20     |
| 06   | Nico Hülkenberg  | Force India-Mercedes | 18     |
| 07   | Sebastian Vettel | Red Bull-Renault     | 15     |
| 08   | Valtteri Bottas  | Williams-Mercedes    | 14     |
| 09   | Kimi Räikkönen   | Ferrari              | 6      |
| 10   | Felipe Massa     | Williams-Mercedes    | 6      |
| 11   | Jean-Éric Vergne | Toro Rosso-Renault   | 4      |

| Pos. | Fahrer            | Konstrukteur         | Punkte |
| ---- | ----------------- | -------------------- | ------ |
| 12   | Daniil Kwjat      | Toro Rosso-Renault   | 3      |
| 13   | Sergio Pérez      | Force India-Mercedes | 1      |
| 14   | Adrian Sutil      | Sauber-Ferrari       | 0      |
| 15   | Romain Grosjean   | Lotus-Renault        | 0      |
| 16   | Esteban Gutiérrez | Sauber-Ferrari       | 0      |
| 17   | Max Chilton       | Marussia-Ferrari     | 0      |
| 18   | Kamui Kobayashi   | Caterham-Renault     | 0      |
| 19   | Marcus Ericsson   | Caterham-Renault     | 0      |
| –    | Daniel Ricciardo  | Red Bull-Renault     | 0      |
| –    | Jules Bianchi     | Marussia-Ferrari     | 0      |
| –    | Pastor Maldonado  | Lotus-Renault        | 0      |

### Konstrukteurswertung
| Pos. | Konstrukteur         | Punkte |
| ---- | -------------------- | ------ |
| 01   | Mercedes             | 68     |
| 02   | McLaren-Mercedes     | 43     |
| 03   | Ferrari              | 30     |
| 04   | Williams-Mercedes    | 20     |
| 05   | Force India-Mercedes | 19     |
| 06   | Red Bull-Renault     | 15     |

| Pos. | Konstrukteur       | Punkte |
| ---- | ------------------ | ------ |
| 07   | Toro Rosso-Renault | 7      |
| 08   | Sauber-Ferrari     | 0      |
| 09   | Lotus-Renault      | 0      |
| 10   | Caterham-Renault   | 0      |
| 11   | Marussia-Ferrari   | 0      |